# Великий стол (роман)
«Великий стол» — исторический роман русского писателя Дмитрия Балашова, впервые изданный в 1979 году, вторая часть цикла «Государи Московские».

## Сюжет и оценки
Действие романа происходит в 1304—1327 годах. Его главная тема — борьба за великое княжение Владимирское между Юрием Даниловичем Московским и Михаилом Ярославичем Тверским. Владимир должен достаться Михаилу по праву династического старшинства, его «хочет земля», тогда как Юрий начинает борьбу исключительно из-за жажды власти. Старый московский тысяцкий Протасий Фёдорович, готовый перейти на сторону Михаила, в решающий момент всё же поддерживает Юрия, благодаря чему тот избегает поражения. Позже московскому князю удаётся оклеветать соперника перед ордынским ханом Узбеком, и Михаила казнят. Его сын Дмитрий Грозные Очи убивает Юрия в Сарае, его казнят тоже, но великий стол переходит к брату Дмитрия Александру. Последний одобряет антимонгольское восстание, из-за чего ярлык на Владимир получает брат Юрия Иван Калита.
«Великий стол», опубликованный в 1979 году, получил высокие оценки литературоведов. При этом рецензенты отмечают, что Балашов явно встал на сторону Твери: он создал идеализированный образ Михаила Ярославича, а Юрия Даниловича изобразил как отрицательного персонажа — жестокого и корыстолюбивого.